# اولاد میمون (استان تلمسان)
اولاد میمون (استان تلمسان) (به عربی: أولاد میمون) یک شهرداری در الجزایر است که در ناحیه أولاد میمون واقع شده‌است. اولاد میمون ۲۶٬۳۸۹ نفر جمعیت دارد.